# Devotio

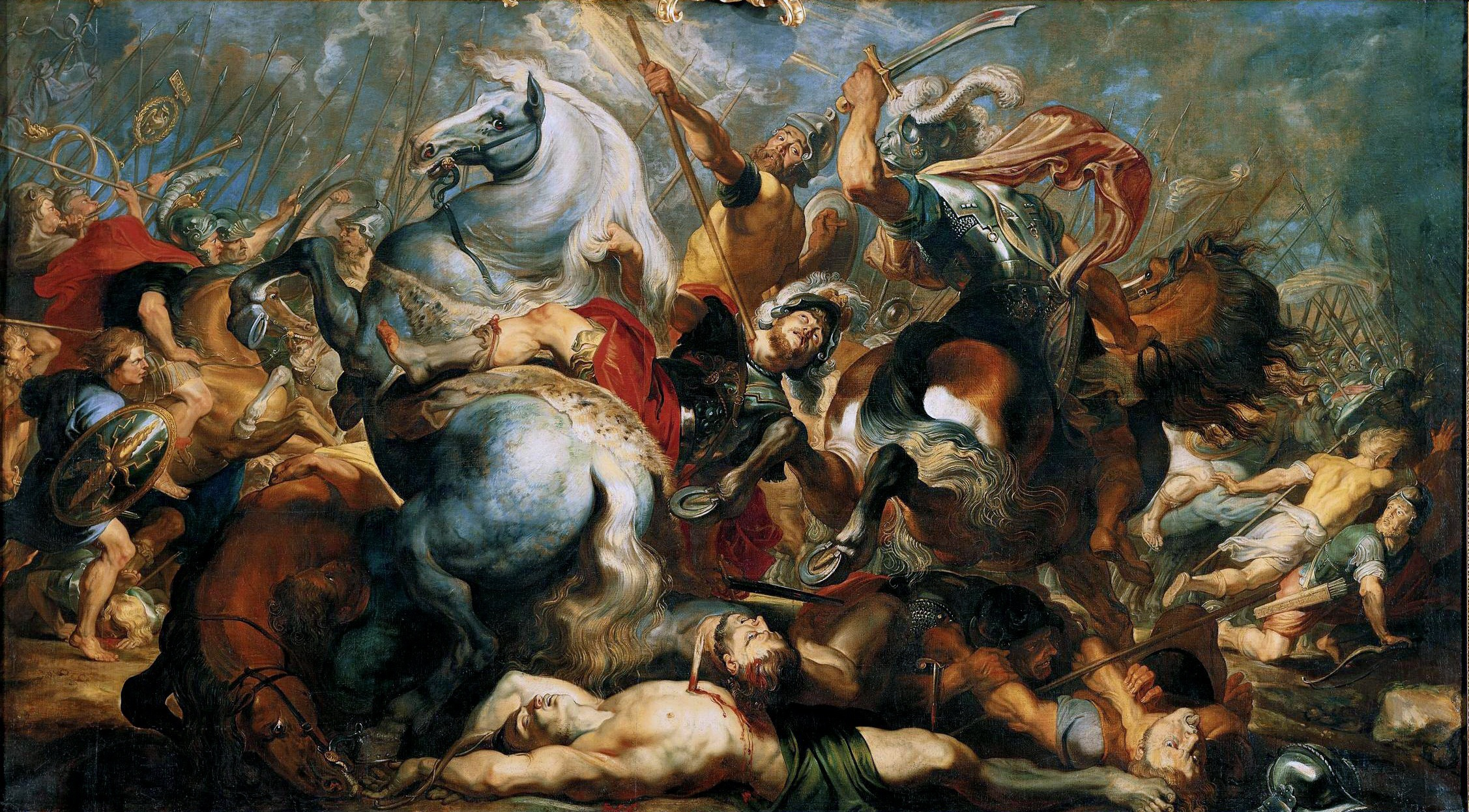
Smrt Decia Muna v bitvě, Peter Paul Rubens, 1618

Devotio, latinsky „zaslíbení“, byl ve starověkém římském náboženství rituál zaslíbení sama sebe či nepřítele bohům podsvětí. Podobné obřady byly známy i v jiných náboženstvích, podobným způsobem v řecké mytologii zahynul například athénský král Kódros a thébský princ Menoikeús, podobným způsobem lze také interpretovat věštbu týkající se bitvy u Thermopyl nebo vrhnutí se v plameny kartaginského krále Hamilkara.
Nejslavnější devotia jsou uváděna římským historikem Titem Liviem na přelomu letopočtu. Měl je vykonat konzul Publius Decius Mus v roce 295 př. n. l. v bitvě proti Samnitům a Galům a stejně měl učinit  jeho otec v bitvě s Latiny roku 335 př. n. l. , který se zaslíbil Mánům a Telluře, a stejnojmenný syn v roce 279 př. n. l. v bitvě u Auskula. Obřad byl prováděn za účasti pontifika maxima ve stoje na oštěpu, který pak nesměl získat nepřítel, a s hlavou zahalenou tógou po gabinském způsobu. V případě že protagonista obřadu (devotus numini) v následné bitvě nezemřel byla do země zakopána jeho socha a učiněna krvavá oběť. Příběh o devotiu však může být propagandou, pochybnosti vzbuzuje i opakování během tří generací. Sebeobětování je také připomíná v souvilosti se senátory při galském dobytí Říma a mladíkem Marcem Curtiem.